# Національний Альянс
Національний Альянс — громадська організація, всеукраїнський молодіжний рух. Засновник та головний організатор фестивалю українського духу «Бандерштат», всеукраїнської теренової гри «Звитяга» та екстремального туристичного змагу «Доброволець».
Організація заснована 29 січня 2005 року. 
Мета діяльності: розбудова Української держави шляхом виховання нового покоління національної еліти на основі ідей українського націоналізму.

## Напрямки діяльності
Громадсько-політичний напрямок
Проведення навчальних семінарів, тренінгів, лобіювання інтересів молоді в органах державної влади, інформування громадськості про найактуальніші суспільні питання, які потребують вирішення тощо.
Військово-патріотичний напрямок
Широка система вишкільних заходів, основна мета яких — військовий вишкіл та підготовка до служби у військових формуваннях України, виховання на засадах націоналізму та християнства, пропагування здорового способу життя.
Культурно-просвітницький напрямок
Пропаганда українських традицій та української культури серед молоді. Зокрема, йдеться про традиції та звичаї українських свят та популяризацію української музики.
Туристично-спортивний напрямок
Проведення туристичних змагань, мандрівок, активних спортивних ігор та приділення значної уваги фізичному вихованню у рамках вишкільних таборів.

## Історія
Всеукраїнська молодіжна громадська організація «Національний Альянс» була створена 29 січня 2005 року та об’єднала навколо себе активістів Помаранчевої революції і національно свідому молодь з багатьох регіонів України. Дата створення організації збіглася з 87 річницею бою під Крутами, тому члени Національного Альянсу вважають за святий обов’язок створити таку Україну, за яку віддали своє життя крутянці у 1918 році. Нова організація поставила перед собою нелегке завдання — плекання нового покоління української еліти для розбудови Української національної держави, шляхом впровадження в життя ефективної системи національно-патріотичного виховання.
2005

Всеукраїнський табір Національного Альянску "Легіонер-2005".

Організація розпочала свою активну роботу відразу після З’їзду, який відбувся у Києві в січні.
Найбільшого резонансу набула кампанія на знак протесту диктаторському режиму Лукашенка «Свободу Білорусі!». П'ять членів організації "Національний Альянс" були затримані білоруською міліцією 26 квітня 2005 року під час мітингу «Чорнобильський шлях» у Мінську, ними виявилися закарпатець Андрій Бокоч, голова Івано-Франківського обласного осередку ГО «Національний Альянс» Андрій Грималюк, керівник всеукраїнської молодіжної організації "Національний Альянс" Ігор Гузь, голова Рівненського обласного осередку ГО «Національний Альянс» Олександр Машлай і лучанин Олексій Панасюк . Арештованих білоруська сторона звільнила лише 6 травня 2005 року, в зв’язку закінченням терміну адміністративного ув’язнення – 9 діб. . 
У квітні цього року ВМГО «Національний Альянс» та білоруська опозиційна організація «Молодий Фронт» підписали угоду про співпрацю .
Було започатковано два вишкільні табори: зимовий мандрівний «Доброволець» та літній стаціонарний «Легіонер».
Розпочато міжнародну програму «Пам’ять без кордонів», в рамках якої члени НА впорядковували могили вояків армії УНР на території Республіки Польща.
У багатьох містах України силами НА було проведено всеукраїнські кампанії «Що таке хохлізм?» та «Зупинимо рекламу смерті».
Засновані та введені у дію вебсайт організації www.nation.org.ua та газета «Правий Поступ». 
|  |  |  |  |  |  |

2006

Всеукраїнська теренова гра "Звитяга-2006"

Національний Альянс започатковує традицію зустрічати Новий рік по-націоналістичному в Карпатах. Там же відбувся і II З’їзд Організації.
На виборах у Луцьку міську раду 5-го скликання (26 березня 2006 року) Волинський обласний осередок цієї організації сформував регіональний виборчий блок під назвою "Блок Ігоря Гузя Національний альянс", до якого входили наступні кандидати: Бокоч Андрій Михайлович, Глущук Валентина Володимирівна, Господарик Микола Михайлович, Данильчук Павло Петрович, Кулик Ігор Михайлович, Лишневець Тетяна Петрівна, Мартинюк Сергій Володимирович, Панасюк Олексій Володимирович, Романов Андрій Андрійович, та Шпак Аліна Володимирівна (однак до міської ради кандидати не пройшли). . Блок було афільовано з партією Олександра Чубатенка "Могутня Україна", утвореною 2005 року. .
За участь у заходах опозиції після виборів президента Білорусі було затримано на добу (19-20 березня 2006 року) делегацію з 12 членів "Національного альянсу", які відправилися до Мінська взяти участь у мітингу опозиціонерів, що протестували проти дій влади Лукашенка. Координаторами делегації були заступник голови Волинської обласної організації "Національного Альянсу" Павло Данильчук", Олег Хомченко з Кривого Рогу, та заступник голови Луганської обласної організації «Національний Альянс» Руслан Конєв .
Вперше на Волині було проведено Всеукраїнську теренову гру «Звитяга» та вишкільний табір «Повстанська ватра». На Черкащині також вперше відбувся мандрівний табір «Холодний Яр». В наступні роки проведення цих таборувань стало традицією.
2007
Національний Альянс було офіційно визнано на державному рівні — видано Свідоцтво про легалізацію Міністерством Юстиції України.
Започатковано і вперше проведено Всеукраїнський фестиваль української альтернативної музики «Бандерштат», який у наступні роки став візитною карткою не тільки організації, а й Волині в цілому.
Була проведена всеукраїнська кампанія «Традиційна Україна». В рамках якої відбувся цілий ряд зовнішніх акцій, флешмобів, круглих столів та громадських слухань.
Також відбулася всеукраїнська акція «Похорон комунізму», яка засуджувала «червону» ідеологію з її злочинним режимом.
2008
Було запроваджено всеукраїнські культурно-мистецькі кампанії «Форпост», «Антиокупант», «Ліфт», в рамках яких у наступні роки було проведено десятки концертів українських гуртів, літературних вечорів і зустрічей.
Члени Національного Альянсу, як спостерігачі взяли участь на виборах Президента Росії.
Був започаткований дівочий вишкільний табір «Оріяна».
2009

«Доброволець — 2009»

Була проведена наліпкова кампанія «Ні дитячому алкоголізму!» з метою стримування продажу «отрути» дітям. Також було проведено всеукраїнську акцію проти абортів «Досить вбивати дітей!», метою якої було наголосити, що аборт — це злочин.

Інструктаж перед грою на «Повстанці — 2009»

Національний Альянс став співорганізатором міжнародного заходу «Європейські дні добросусідства «Кордон 835».
Члени Національного Альянсу спільно з Сашком Положинським допомагали відбудовувати Запорізьку Січ.
Було підписано угоду про співпрацю з молодими антикомуністами Молдови.
У 2009 році вебсайт Національного Альянсу переміг в опитуванні «Молодіжний рейтинг року 2009».
2010
Більше двадцяти членів організації стають депутатами місцевих рад, зокрема Волинської обласної, Луцької, Івано-Франківської та Ківерцівської міської.
Організація виступила співорганізатором молодіжних кампаній «Молодь пам’ятає про Шухевича» та «Пам’ятай про Крути!»
Організація долучається до всеукраїнської «Антитабачної кампанії» проти міністра освіти Дмитра Табачника і його українофобської політики.
Було підписано угоду про співпрацю з білоруською організацією «Молодь БНФ»
2011
Національний Альянс долучився до всеукраїнських акції протесту «Свободу націоналістам!» в рамках кампанії «Один за всіх, всі за одного». Основною вимогою було звільнення членів ВО «Свободи» та ВО «Тризуба», які знаходилися під вартою за обвинувачення в підриві пам’ятника Сталіна в Запоріжжі.
Спільно з Центром регіонального розвитку «Співпраця без кордонів» було проведено кампанію «Врятувати Дмитра Дашкевича!». Кампанію підтримали лідери громадських організацій, відомі музиканти, науковці, політики, громадські діячі.
2012
Цьогоріч фестиваль справжнього українського духу «Бандерштат» був присвячений 70-ти річчю від дня створення Української Повстанської Армії.
Лідер Національного Альянсу Ігор Гузь балотувався до Верховної Ради України як єдиний кандидат від Об’єднаної опозиції по одномандатному мажоритарному виборчому округу № 21 з центром в м. Ковель. 
2013
Проведений III З‘їзд Національного Альянсу, головою організації обрано Майю Москвич. Основним завданням організації стала боротьба проти режиму Януковича.
Затверджено нову емблему, прапор, гімн та програмну платформу Національного Альянсу.
Під час свята День Волі у Білорусі, затримали трьох членів організації за розгортання національного прапору України.
Національний Альянс отримав духівника — капелана отця Дмитрія.
У всіх містах України члени Національного Альянсу стали активними учасниками Майдану. Проти лідера організації Майї Москвич відкрито кримінальну справу за перевернутий портрет Януковича.
2014
Членами Національного Альянсу  створено 35 сотню Самооборони Майдану «Волинська Січ» під проводом Павла Данильчука.
Під час кривавих подій на Майдані 18—21 лютого «Волинська Січ» понесла великі втрати. Важко поранили бійця організації Олександра Гуча (друга Пегаса), який кілька місяців проходив реабілітацію в Ізраїлі.
З початком російсько-української війни, більше десятка членів Національного Альянсу пішли добровольцями на фронт у батальйони «Азов», «Айдар», Національної Гвардії та підрозділи ЗСУ.
Засновник організації Ігор Гузь став народним депутатом України.
2015
22 лютого 2015 року відбувся IV З'їзд. Головою організації обрано Богдана Бальбузу. В 2015 році Організація була юридично перейменована на «Громадська організація «Всеукраїнський молодіжний рух «Національний Альянс».
Започаткування фестивалю нескореної Nації «Холодний Яр», вишкільного табору «Холодноярщина» на Черкащині та мандрівного табору «Стежками князів Острозьких» на Рівненщині.
Упродовж року по містах України проведено ряд семінарів «Школа молодого націоналіста»
Члени Національного Альянсу активно беруть участь в житті країни. Ряд членів стають депутатами місцевих та сільських рад. Активно впроваджують рух декомунізації та відновлення історичної справедливості в рамках роботи в Українському інституті національної пам‘яті та галузевого архіву СБУ.
Національний Альянс почав активну співпрацю з Міністерством молоді та спорту України, а саме з новоствореним відділом національно-патріотичного виховання. В тісній співпраці реалізовано десятки всеукраїнських заходів.
2016
22 січня 2016 року у Києві підписано маніфест найбільших патріотичних організацій України, серед яких Національний Альянс.
Започатковано курс базової військової підготовки для допризовників — «Рекрут»
Започатковано освітній курс «Amphitheatrum». В рамках курсу відбулось літнє таборування на Рівненщині, а також проведено понад 30 лекцій на актуальну тематику в містах Луцьк та Черкаси.
Вперше проведено теренову гру «СіЧ: сила і честь ім. братів Чучупак» у Холодному Яру на Черкащині, за підтримки Міністерства молоді та спорту України.
Члени Національного Альянсу долучаються до гри «Джура», зокрема взяли участь в підготовці виховників і проведенні міських та обласних етапів гри.
У співпраці з НСОУ «Пласт», ГО «Вільні люди» та УФС «СРУБ», в Івано-Франківську відбувся всеукраїнський семінар-тренінг з військово-патріотичного виховання «Гарпун-1».
2017
Відбувся перший молодіжний освітній табір «Хорунжий» у Ковелі.
За активного сприяння керівництва організації, було ініційовано та створено КЗ «Центр національно-патріотичного виховання дітей та молоді у м.Луцьк». До роботи у закладі були залучені члени організації.
Члени Національного Альянсу долучились до організації фестивалю «Княжий» та змагання з крос-триатлону «Polissia Challenge Cup»
Проведено всеукраїнський семінар «Вартові Української Держави» у Луцьку.
2018
Члени Національного Альянсу відвідали загальнонаціональні заходи вшанування героїв-крутянців в честь 100 років з дня бою під Крутами.
Відбулось чотири заїзди освітнього табору «Хорунжий» в рамках програми національно-патріотичного виховання 2016—2020.
У 2018 році Національний Альянс один з ініціаторів створення у Києві Молодіжного центру громадських організацій (МЦГО).
Активісти Національного Альянсу відзначені Міністерством молоді та спорту України за активну діяльність та вагомий вклад у розвиток національно-патріотичного виховання.
2019
У лютому 2019 року відбувся V З'їзд організації. Богдан Бальбуза передав керівництво організацією Максиму Каширцю.
Національний Альянс стає одним з організаторів Маршу з мегапрапором за національно-патріотичне виховання, метою якого було збереження Міністерства молоді та спорту України та Відділу національно-патріотичного виховання.
На Волині започатковано семінар «Школу підстаршин» для виховників гри «Сокіл» («Джура») та туристичний змаг «Стежками УПА».
Національний Альянс долучається до створення спілки найбільших молодіжних організацій України — «Національне українське молодіжне об’єднання» (НУМО).
Національний Альянс разом з іншими патріотичними організаціями утворюють Асоціацію національно-патріотичних організацій (АНПО). Голова організації є членом координаційної ради.
2020
29 січня 2020 року Організація відзначила 15 років з дня створення.
У зв’язку з поширенням пандемії коронавірусу, Організація змінила свій формат роботи: всеукраїнські табори «Звитяга», «Хорунжий», «Легіонер», «Оріяна», «Січ:Сила і Честь імені братів Чучупак» скасовано, започатковано онлайн-платформу «Освітній Бункер», фестиваль «Бандерштат» вперше відбувся в онлайн-форматі та зібрав рекордну кількість переглядів не тільки в Україні, а й за кордоном. 
Проведено мандрівний табір «Кременецький Рейд» визначними місцями Кременецького району Тернопільської області.

## Керівництво
2005—2013 — Ігор Гузь
2013—2015 — Майя Москвич
2015—2019 — Богдан Бальбуза
2019—дотепер — Максим Каширець

## Символіка

### Емблема
Емблемою «Національного Альянсу» є стилізований Тризуб з великих літер «НА» та меча піднятого вістрям вгору. Стилізовані літери «НА» — це  абревіатура назви організації «Національний Альянс»; меч піднятий вістрям вгору символізує мужність, нескореність духу та те, що боротьба за Україну триває.
Емблема символізує відданість організації «Національний Альянс» інтересам української Нації, незламність духу націоналістів та щоденну боротьбу за добробут Української Держави, захист її культурних та духовних цінностей.

### Прапор
Прапор «Національного Альянсу» — біла емблема організації, розміщена на чорному полотні. Співвідношення ширини і довжини 1:1. Чорний колір символізує рідну землю, за яку проливали кров наші предки, на якій ми діємо сьогодні і яку ми залишимо нашим нащадкам. Білий колір — це символ духу, чистоти та святості ідеї. Емблема «Національного Альянсу» білого кольору на чорному тлі означає, що організація пропагує ідею українського націоналізму, об'єднуючи в своїх лавах чисті, незламні духом серця, які пам’ятають минуле й діють сьогодні задля майбутнього, є вірними Українській Нації та ідеї Українського Націоналізму.

### Гімн Національного Альянсу
З 2013 року на З’їзді Організації було прийнято рішення про те, що гімн ОУН стане гімном «Національного Альянсу». На заходах Організації, учасники співають 1-й, 2-й та 6-й куплети. 

## Ідеологія
Національна ідея, як націєтворча концепція, що інтегрує українців в Українську Націю — найвище суспільне утворення, яке виступає посередником між особою та вічністю. Українська Нація — творець і єдине джерело Української Держави, яка існує для Нації і кожного українця зокрема, а не навпаки. Українська Держава забезпечує становлення української присутності в світі, розвиток Нації і самореалізацію прагнень кожного українця. Українська національна ідея повинна об’єднати всіх українців у прагненні до найвищого розвитку та самовдосконалення, з метою розбудови Української Держави.
Традиція лежить в основі будь-якого здорового суспільного організму та є його внутрішнім регулюючим чинником. Національний Альянс сповідує моральні цінності, які скеровують до пошуку вічних вартостей. Це цінності, що випливають з традицій українського народу та християнської моралі, в основі яких лежать потреба плекати й оберігати сім’ю, як основне джерело української нації, почуття побратимства з кожним українцем у світі, дотримання основних засад піднесеного життя індивіда, плекання культури.
Життєвий ідеалізм. Національний Альянс вважає, що кожна людина прийшла в світ з певною місією, найвищим призначенням якої є розвиток власних талантів та розвиток Нації. Кожен українець повинен від народження думати про необхідність власного внеску у сьогодення та майбутнє Нації і, відповідно, людства.

## Основні кампанії та проєкти

### Екстремальний туристичний змаг «ДОБРОВОЛЕЦЬ»[8]
«Доброволець» починає свою історію у 2005 році як екстремальний мандрівний табір. З 2010 року він переростає в екстремальні туристичні змагання.
Учасники обирають категорію складності маршруту — 20,50,100 км. Вибрану дистанцію потрібно подолати за 24 години та сфотографуватися на контрольних пунктах (КП). Перемагає та команда, що прийшла найшвидше та зібрала максимальну кількість КП.
Для контрольних пунктів обираються як історичні місця, так і технічні (рандомні) точки.
Перший змаг був присвячений Климу Савуру. З 2015 року «Доброволець» присвячується 35 сотні Самооборони Майдану «Волинська Січ» — загиблим хлопцям під час Революції Гідності.

### Всеукраїнська теренова гра «Звитяга»[9]

Дівчата на тереновій грі «Звитяга»

Попередній інструктаж на «Звитязі»

Теренова гра «Звитяга» проводиться із 2006-го року на Волині — колисці УПА. Щороку гру відвідує молодь з усіх регіонів України для того, щоб хоч на кілька днів зануритись у  справжнє повстанське життя.
До участі запрошується молодь віком від 16 до 28 років. На грі діє заборона вживання алкоголю, тютюну та наркотичних речовин.
Суть теренової гри полягає в наступному: всі учасники діляться на 2 команди — сотні. Прапор — головна цінність сотні. Основна мета — забрати прапор супротивника і зберегти свій до завершення гри.
Щоб забрати прапор, необхідно подолати цілу сотню протилежної команди. Для цього у кожного гравця на руці знаходиться символ життя — пов’язка. Зірвати пов’язку означає вбити супротивника.

### Весняний мандрівний табір «Стежками князів Острозьких»
Весняний мандрівний табір «Стежками князів Острозьких» проводиться щорічно з 2015 року. Учасники табору долають 50 кілометрів за 3 дні. Маршрут табору пролягає визначними місцями Острожчини (Рівненська область). Учасники табору мають можливість не тільки дізнатися історію Острозького краю, а й відчути єднання з природою під час прогулянки Острозько-Дерманським парком.

### Всеукраїнський освітній табір «Хорунжий»
«Хорунжий» — молодіжний освітній табір, що проводиться з 2017 року у місті Ковель, на березі річки Турія.
Учасники: юнаки та дівчата віком від 14 до 18 років.
У програмі: неформальна освіта, лідерство, сплав на байдарках, пейнтбол, спортивні ігри, домедична допомога, орієнтування на місцевості, виживання в екстремальних умовах, перегляди фільмів, історичні лекції, вечори біля вогнища.

### Фестиваль Нескореної Nації «ХОЛОДНИЙ ЯР»[10]
2015 року в Холодному Яру проходить фестиваль нескореної Nації «Холодний Яр».
На фестивалі, окрім музичної, діє також гутіркова та літературна сцени, проводяться мандрівки Холодним Яром, спортивні змагання, реконструкції боїв, лекції з історії та висвітлення тематичних історичних виставок. Облаштоване наметове містечко та дитячий майданчик.
Вживання алкоголю суворо заборонене.

### Військово-патріотичний табір «Легіонер»

Перепочинок на «Легіонері»

Військово-патріотичний табір для хлопців, який з 2005 року відбувається на теренах західної України (Кременеччина, Карпати, Волинь).
У програмі табору: страйкбол та пейнтбол, орієнтування, поводження зі зброєю, домедична допомога, тактика ведення бою, виживання в екстремальних умовах, фізичний гарт, спортивний туризм, історія та ідеологія.
Мета табору: підготовка юнаків до служби в лавах Збройних сил України та інших збройних структурах України.

### Військово-патріотичний табір «Оріяна»

Дівочий табір «Оріяна»

Побудова огородження на «Оріяні»

Військово-патріотичний табір для дівчат, який з 2008 року відбувається на теренах Волині.
У програмі табору: самооборона, поводження зі зброєю, виживання в екстремальних умовах, пейнтбол і страйкбол, маскування, командоутворення, домедична допомога, історія та ідеологія.

### Фестиваль українського духу «Бандерштат»[11]
Фестиваль українського духу «Бандерштат» уперше проведений 2007 року й відтоді відбувається щороку. За роки свого розвитку став одним із наймасштабніших фестивалів України. Проходить на Волині, у місті Луцьк.
На фестивалі щороку працює понад тридцять тематичних майданчиків: музична сцена, вечірня акустична ватра, табір УПА, гутірки, літературна сцена, фудкорт, ніч українського кіно, спортивні змагання, дитяче містечко, ярмарок українських майстрів, майстер-класи тощо.
На фестивалі діє заборона вживання алкоголю.

### Всеукраїнська теренова гра «СіЧ: сила і честь» ім. Братів Чучупак
Теренова гра «СіЧ: сила і честь» ім. Братів Чучупак проводиться з 2016 року на території Холодного Яру, що на Черкащині.
Суть теренової гри: учасники об'єднуються у дві команди — сотні, таборуються у лісі та впродовж чотирьох днів ведуть боротьбу за прапор супротивника.
До участі запрошується молодь віком від 16 до 28 років. На грі діє заборона вживання алкоголю, тютюну та наркотичних речовин.

### Змагання з мандрівництва «Стежками УПА»
Маршрут змагань з мандрівництва «Стежками УПА» пролягає історичними місцями Волині.
Учасники обирають категорію проходження маршруту –  піші дистанції (20,40 та 80 кілометрів) або ж велодистанцію (120 кілометрів). Вибраний маршрут потрібно подолати за контрольний час, який різниться для кожної категорії — 5,15 та 24 години.
Участь можуть брати команди в складі 2—5 людей, віком від 14 років. 
Змаг вперше відбувся 2019 року на Волині.

### Вишкільний табір «Повстанець»
«Повстанець» — вишкіл, який з 2006 року традиційно проводиться на Волині. Учасники табору за декілька днів освоюють різнобічну програму фізичного та військового вишколу.
Запрошуються хлопці та дівчата віком 14—28 років.

### Мандрівний табір «Холодний Яр»
Мандрівний табір, що проводиться з 2006 року. Маршрут пролягає визначними місцями Холодного Яру (Черкащина). Учасники табору долають орієнтовно 70 км за 3 дні. Впродовж маршруту учасники відвідують історичні місця Холодного Яру: Кресельці, Гайдамацький став, дуб Залізняка, Мотронинський монастир, Семидубову гору, село Суботів та резиденцію Богдана Хмельницького. Захід традиційно відбувається в листопаді.

### Мандрівний табір «Кременецький рейд»
Мандрівний табір «Кременецький Рейд» ознайомлює з цікавими місцями Кременецького району Тернопільської області. Започаткований у 2020 році. Впродовж маршруту учасники мають можливість помандрувати Кременецькими горами, що розкинулись навколо міст Кременець та Почаїв, відвідати древні козацькі могили та місце поховання Героя Небесної Сотні — Сашка «Кременя» Капіноса.

## Цікаві факти

Смолоскипна хода в пам'ять про Головного командира УПА Романа Шухевича

Повстанська ватра

- Першою емблемою Національного Альянсу є рука зі смолоскипом та полум’ям, на якому знаходиться стилізоване зображення тризуба. Малюнок покладений на чорне тло, яке має форму квадрата. Смолоскип у руці символізує націоналістичний запал, котрий веде до перемог.

- У 2005 році, з ініціативи творчої молоді Всеукраїнської організації Національного Альянсу, побачив світ перший номер всеукраїнського молодіжного видання «Правий Поступ». Тираж щомісячної газети у зв'язку з її затребуваністю молоддю з різних українських регіонів, де «Правий Поступ» розповсюджувався, зріс з п'яти тисяч до десяти. Останній випуск газети відбувся у 2010 році.

- Під час приїзду у 2009 році у Луцьк, патріарха Кіріла, активісти Національного Альянсу розмістили банер з написом «КГБ=ФСБ=РПЦ» на даху житлового будинку навпроти місця перебування очільника РПЦ.

- В 2010 році, голова НА — Майя Москвич, за активну громадську позицію та організацію акції проти свавілля СБУ, отримувала погрози про виключення від декана факультету бізнесу, в університеті, де навчалась.

- НА — організатор унікального історичного заходу-реконструкції «Ніч у Луцькій тюрмі».

- Активісти НА тричі були арештовані та депортовані з забороною в‘їзду в Білорусь, за участь в акціях протесту разом з білоруською опозицією, у 2005, 2006 та 2013 роках.

- 30 листопада 2013 року, після заклику Мустафи Найєма виходити на Майдан, активісти Національного Альянсу перші поставили намет на Театральному Майдані в Луцьку.

- З початком російсько-української війни, більше десятка членів Національного Альянсу пішли добровольцями на фронт у батальйони «Азов», «Айдар», Національної Гвардії та підрозділи ЗСУ.

- До 10 річниці організації вийшов документальний фільм «Становлення Нації»

- З 2015 року Національний Альянс активно співпрацює з Міністерством молоді та спорту України. В тісній співпраці реалізовано десятки всеукраїнських заходів, в рамках програми Національно-патріотичного виховання 2016 — 2020 рр.

- У 2015 — 2016 роках у містах України було проведено ряд семінарів під назвою «Школа молодого націоналіста». Мета: популяризація сучасного дієвого українського націоналізму серед молоді.

- У Луцьку проведено всеукраїнський семінар «Вартові Української Держави». Молодь з усієї України мала змогу отримати досвід впровадження національно-патріотичного виховання, шляхом реалізації власних ініціатив.

- Члени Національно Альянсу разом з Сашком Положинським долучились до відновлення споруд Запорізької Січі на острові Хортиця.

- Активісти Національного Альянсу долучились до впорядкування могил воїнів УПА в Цуманських лісах Волинської області.

- За активного сприяння керівництва організації було ініційовано та створено комунальний заклад «Центр національно-патріотичного виховання дітей та молоді у м.Луцьк». У 2018 році центр визнано Міністерством молоді та спорту України, як зразковий комунальний заклад, що працює у сфері НПВ.

- Фестиваль українського духу «Бандерштат» у 2017 році відвідала рекордна кількість відвідувачів — понад 12 тисяч.

- Членами НА у 2017 році було ініційоване відродження настільної гри «Криївка» (українізована організацією «Молодий народний РУХ» культова гра «Мафія»). За рік було поширено близько тисячі екземплярів по всій Україні. В Луцьку започатковано перші криївка-турніри серед молоді.

- Екс-голова НА — Майя Москвич перша жінка у складі збірної команди ветеранів України, яка взяла участь у змаганнях «Ігри Нескорених» в Австралії та виборола одразу дві золоті нагороди — перша у командній стрільбі з лука, другу золоту нагороду в індивідуальній стрільбі з лука серед жінок.

- У жовтні 2018 року, екс-голова НА — Богдан Бальбуза очолив комунальний заклад «Центр туризму, спорту та екскурсій Волинської облдержадміністрації». Влітку 2019 року заклад було реорганізовано та перейменовано на «Волинський обласний центр національно-патріотичного виховання, туризму і краєзнавства учнівської молоді Волинської обласної ради»

- Національний Альянс долучається до створення спілки найбільших молодіжних організацій України — «Національне українське молодіжне об’єднання» (НУМО).

- Національний Альянс разом із низкою патріотичних організації утворюють Асоціацію національно-патріотичних організацій (АНПО). Голова організації є членом координаційної ради.

- У зв’язку з поширенням пандемії коронавірусу, започатковано онлайн-платформу «Освітній Бункер». Було проведено ряд зустрічей з цікавими спікерами та лідерами думок сьогодення.

- Екс-голова НА — Богдан Бальбуза отримав премію від Кабінету Міністрів України, за національно-патріотичне виховання громадян, підготовку молоді до захисту незалежності і територіальної цілісності України, розвиток волонтерського руху, сприяння Збройним Силам.

## Почесні члени
- Сашко Положинський (екс-лідер гурту «Тартак», співак та шоумен);
- Олесь Доній (громадсько-політичний діяч);

- Андрій Середа (лідер гурту «Кому Вниз»);
- Володимир Пастушок (лейтенант Національної Гвардії України, боєць батальйону ім. генерала Кульчицького НГУ);
- Ігор Гузь (засновник та перший голова НА, народний депутат України);
- Майя Москвич (друга голова НА, ветеран російсько-української війни);
- Павло Данильчук (член НА, сотник 35-ї сотні самооборони «Волинська Січ», депутат Луцької міської ради);
- Олександр Гуч (член НА, бунчужний 35-ї сотні самооборони «Волинська Січ», голова Дернівської сільської ради);
- Сергій Мерчук (член НА, бунчужний 35-ї сотні самооборони «Волинська Січ», керівник Патрульної поліції Рівненської області);
- Зоя Бойченко (член НА, Начальник управління популяризаційно-просвітницької роботи Українського інституту національної пам'яті, волонтер, голова оргкомітету фестивалю Нескореної Nації «Холодний яр»).

## Відомі члени
Ігор Гузь — засновник та перший голова Національного Альянсу. Народний депутат України восьмого та дев'ятого скликань ВРУ.
Майя Москвич — друга голова Національного Альянсу, доброволець у складі батальйону Національної гвардії ім. генерала Сергія Кульчицького,  батальйону «Гарпун» та полку поліції особливого призначення «Миротворець» часів російсько-української війни, переможниця «Ігор Нескорених» в Австралії, засновниця лучного клубу «Луцькі соколи».
Сергій (Колос) Мартинюк — соліст гурту «Фіолет»,письменник, поет, артдиректор фестивалю «Бандерштат».
Зоя Бойченко — голова організаційного комітету фестивалю нескореної Nації «Холодний Яр», спеціаліст Українського інституту національної пам’яті.
Аліна Шпак — З червня 2014 року до вересня 2019 —  перший заступник Голови Українського інституту національної пам’яті. З 18 вересня 2019 року по 11 грудня 2019 року, виконувала обов'язки голови УІНП
Ігор Кулик — 2014—2015 роки — керівник Галузевого державного архіву СБУ.  2015—2019 роки — начальник управління інституційного забезпечення політики національної пам'яті УІНП. З червня 2019 року — директор Галузевого державного архіву УІНП. Експерт з доступу до архівів Центру досліджень визвольного руху, експерт групи «Політика національної пам'яті»
Павло Данильчук — сотник 35-ї сотні самооборони «Волинська Січ», керівник «Правий сектор» на Волині. Депутат VI та VII скликання Луцької міської ради, ветеран батальйону «Азов».
Сергій Мерчук — бунчужний 35-ї сотні самооборони «Волинська Січ». Заступник командира третього взводу батальйону «Азов» (2014—2015), керівник Національної поліції у Рівненській області.
Олександр Гуч — майданівець, один із керівників 35-ї сотні самооборони майдану «Волинська Січ», з 2016 року голова Дернівської сільської ради Волинської області.

## Контакти
Громадська організація «Всеукраїнський молодіжний рух «Національний Альянс»
Центральний офіс:
43024, м. Луцьк, пр. Молоді, 13 б.